# Cyerce antillensis
Cyerce antillensis är en snäckart som beskrevs av Engel 1927. Cyerce antillensis ingår i släktet Cyerce och familjen Caliphyllidae. Inga underarter finns listade i Catalogue of Life.